# Invergordon
Invergordon  is een dorp in de Schotse council Highland in het Lieutenancy area Ross and Cromarty.
Invergordon wordt bediend door een spoorwegstation op de Far North Line.